# 電漿層

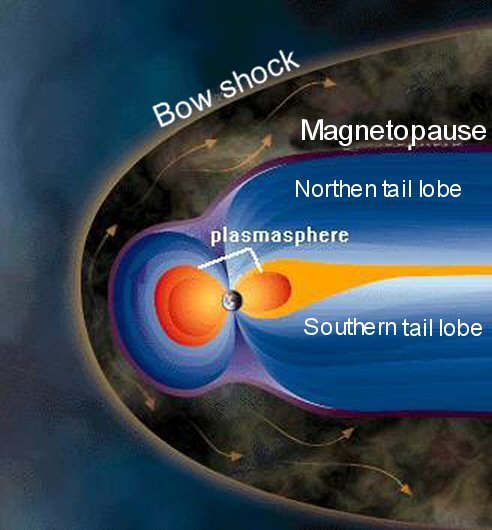

電漿層，或內磁層是地球的磁層中包含低能量（冷）電漿的區域，它的位置在電離層之上，電漿層外面的邊界被稱為電漿層頂，在定義上該處的電漿密度已經降低了一個數量級。
電漿層是1963年唐·卡彭特（Don Carpenter）在分析VLF嘯聲干擾波的資料時發現的。
傳統上，電漿層被認為是行為受到地磁良好控制，並伴隨著地球自轉的低溫電漿微粒。然而，最近的人造衛星觀測顯示出密度的不規則性，會形成羽毛狀或biteouts；它也顯示電漿層不會永遠隨著地球自轉。

## 外部連結
- NASA web site
- University of Michigan description Archive.today的存檔，存档日期2012-12-15
- University of Alabama in Huntsville research
- Southwest Research Institute description
- IMAGE Extreme Ultraviolet Imager （页面存档备份，存于）
- EUV Images of the plasmasphere